# Rue Beaubourg
Pour les articles homonymes, voir Beaubourg.
La rue Beaubourg est une voie, ancienne, qui se situe à cheval sur le 3e arrondissement et le 4e arrondissement de Paris.

## Situation et accès
Actuellement, en venant de la Seine, elle prolonge la rue du Renard à partir de la rue Simon-le-Franc. Elle est située dans les 3e et 4e arrondissements de Paris, quartiers Sainte-Avoye, Arts-et-Métiers et Saint-Merri. Elle débute au 14, rue Simon-le-Franc et se termine au 48, rue de Turbigo.
La rue Beaubourg est desservie par la ligne 11 à la station Rambuteau et par les lignes 3 et 11 à la station Arts et Métiers.

## Origine du nom
La rue fut créée à partir de la voie principale du bourg, appelé du « Beau-Bourg », qui a été absorbé par Paris lors de la construction de l'enceinte de Philippe Auguste bâtie de 1190 à 1210.

## Historique

### L'ancienne rue Beaubourg (avant 1851)
Au début du XIe siècle, quelques paysans vinrent bâtir en cet endroit plusieurs chaumières dont le nombre augmenta rapidement. Ces habitations formèrent, vers le milieu du XIIe siècle, un village assez étendu auquel on donna bientôt le nom de Beau-Bourg.
Ce bourg comprenait l'espace limité par les rues Maubuée (absorbée par la rue Simon-le-Franc, puis supprimée), Grenier-Saint-Lazare, Saint-Martin et Sainte-Avoie. Ce territoire fut en partie renfermé dans Paris, sous Philippe Auguste, par la nouvelle enceinte bâtie de 1190 à 1210.
La partie de la rue qui était dans Paris s'est appelée « rue de la Poterne », puis « rue de la Fausse-Poterne », en raison d'une des portes de la ville qu'on voyait dans cette voie publique entre les rues du Grenier-Saint-Lazare et Michel-le-Comte. La partie qui était hors de Paris s'est appelée « rue Oultre-la-Poterne-Nicolas-Hydron ».
Elle est citée sous le nom de « rue Beaubourg » dans un manuscrit de 1636. En 1714, Jean de la Caille indique qu'elle porte également le nom de « rue des Anglois ».
.
Une décision ministérielle du 18 vendémiaire an VI (9 octobre 1797) signée Letourneux fixe la moindre largeur de cette voie publique à 8 mètres. En vertu d'une ordonnance royale du 22 mai, sa largeur est portée à 10 mètres.
Au début du XIXe siècle, située dans l'ancien 7e arrondissement, quartier Sainte-Avoye, cette voie d'une longueur de 282 mètres, commençait au no 2, rue Maubuée et au no 22, rue Simon-le-Franc et se terminait au no 1, rue du Grenier-Saint-Lazare et au no 39, rue Michel-le-Comte.
Les numéros de la rue étaient noirs. Le dernier numéro impair était le no 65 et le dernier numéro pair était le no 64,.

### La rue Beaubourg entre 1851 et les années 1910
Par arrêté du 11 mars 1851, quatre rues sont fusionnées pour former la rue Beaubourg : 
1. entre la rue Simon-le-Franc et la rue Michel-le-Comte : la « rue Beaubourg », tracée depuis le XIe siècle, qui était née de la fusion de deux sections situées de part et d'autre de l'enceinte de Philippe Auguste :
  1. Une rue située dans Paris appelée « rue de la Poterne », puis « rue de la Fausse-Poterne ».
  2. Une rue située hors de Paris appelée « rue Oultre-la-Poterne-Nicolas-Hydron » ;
2. entre la rue Michel-le-Comte et la rue au Maire : la rue Transnonain ouverte au début du XIIIe siècle ;
3. entre la rue au Maire et la rue Bailly : le passage au Maire, passage formé en vertu d'un acte passé le 21 mars 1767, prévoyant que M. Turpin vende « le droit de passage à travers sa propriété, et pour les piétons seulement » ;
4. entre la rue Bailly et la rue Royale-Saint-Martin (actuelle rue Réaumur) : la rue Saint-Hugues, formée vers 1780 lors du lotissement des terrains dépendant du prieuré Saint-Martin-des-Champs.

Le percement de la rue de Turbigo entraine la suppression de la section de rue comprise entre la rue Bailly et la rue Réaumur (au nord des actuels no 98 et no 107).

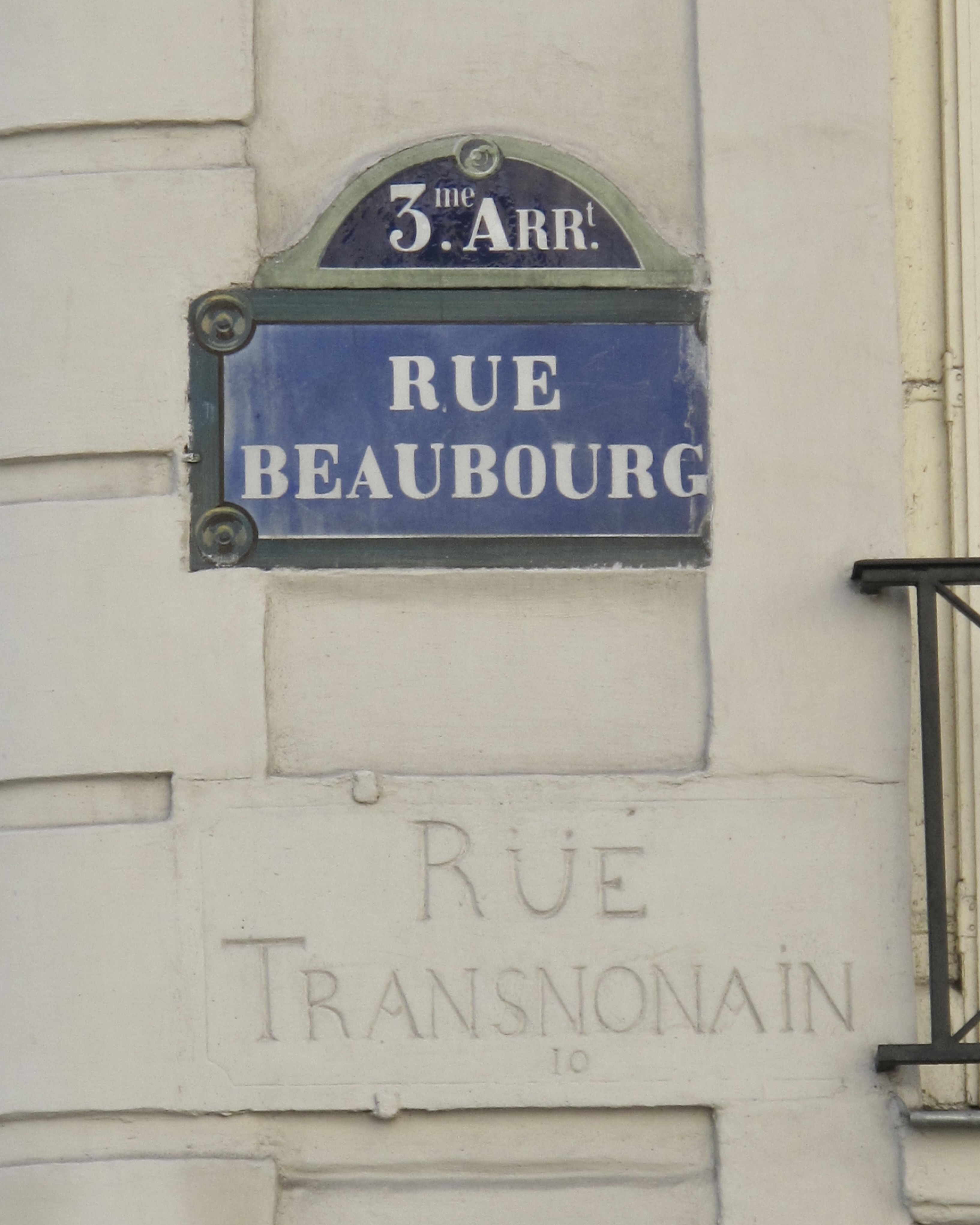
Ancien nom.
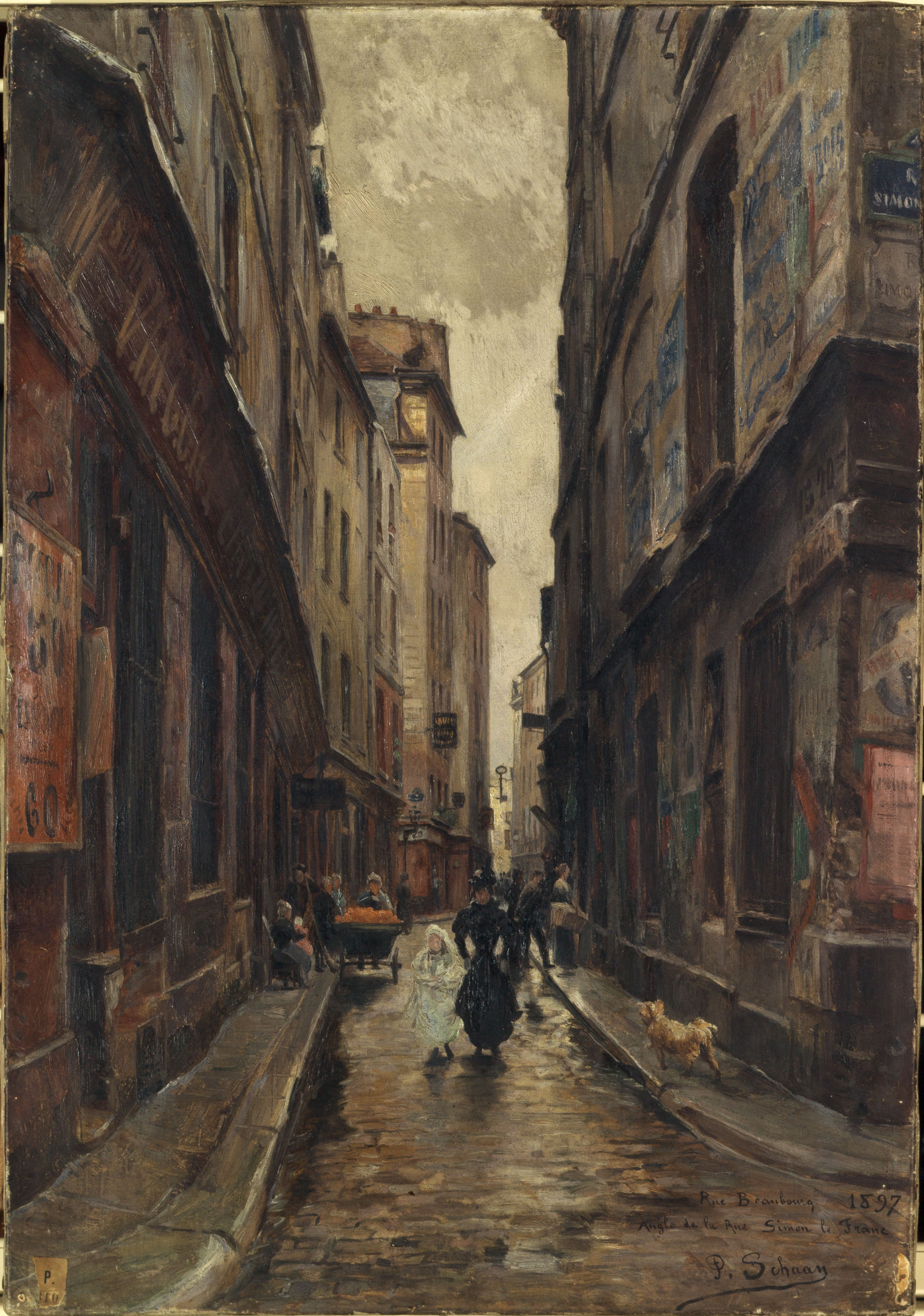
La rue Beaubourg à l'angle de la rue Simon-le-franc, par Paul Schaan, 1897.

### La rue Beaubourg auXXesiècle
Un décret du 4 décembre 1911 déclare d'utilité publique l'élargissement et la rectification du tracé de la rue en vue d'en faire une pénétrante nord-sud. La  rue est alors élargie et alignée sur un axe différent, ce qui nécessite la démolition de l'ensemble des maisons côtés pair et toutes les maisons côté impair au sud de la rue de Montmorency. Elle est prolongée au sud jusqu'à la rue Saint-Merri pour rejoindre la rue du Renard, qui est également élargie et redressée.
Les immeubles côtés pairs au sud de la rue Rambuteau sont toutefois préservés pendant un temps. Ils disparaissent lors de la destruction de l'îlot insalubre no 1 en 1936. Rien n'y est alors construit, le terrain sert de parc de stationnement sous le nom de plateau Beaubourg pendant trente-cinq ans. De 1972 à 1977, le Centre national d'art et de culture Georges-Pompidou et la place Georges-Pompidou sont aménagés à cet emplacement.

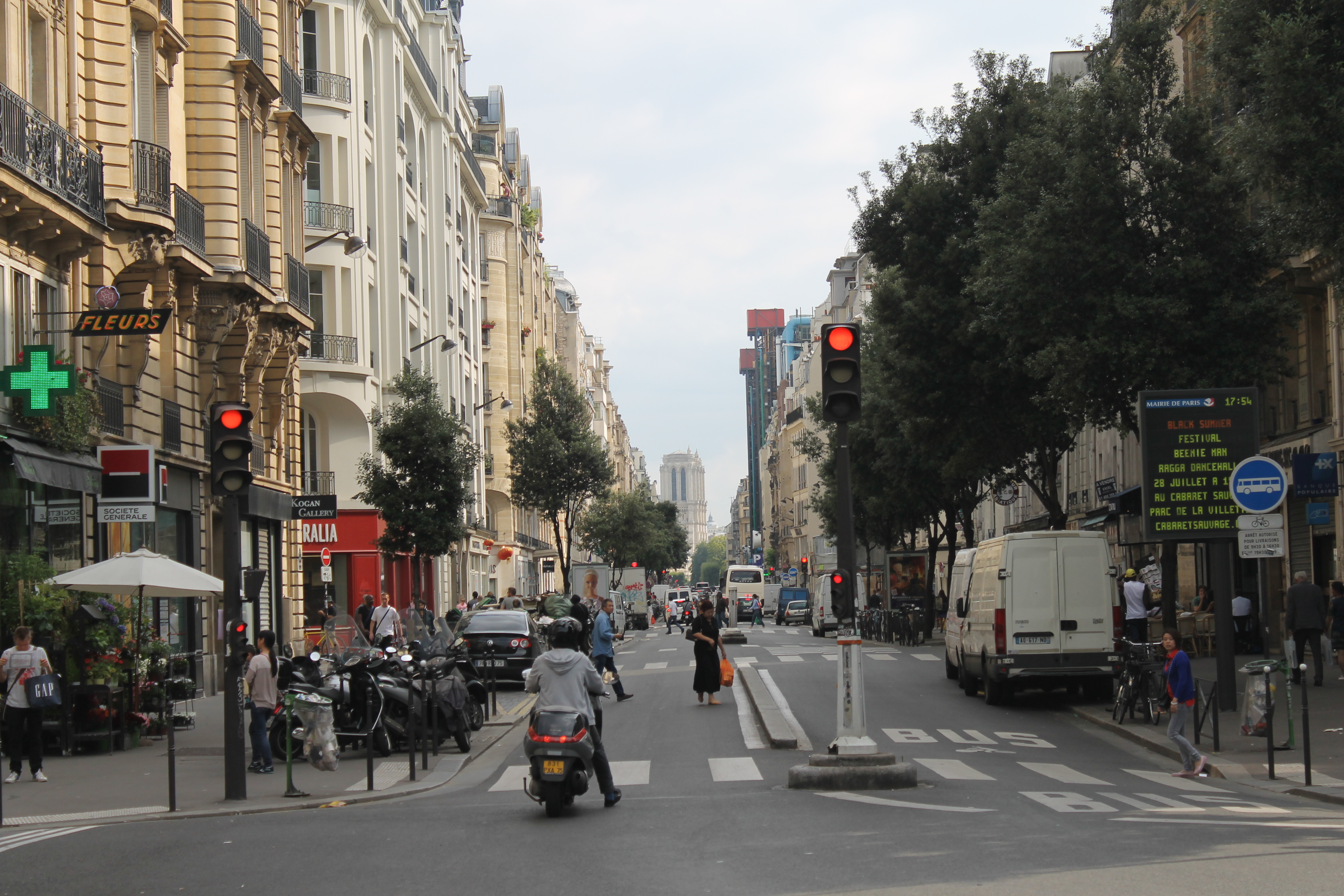
Rue Beaubourg avec la cathédrale Notre-Dame de Paris en arrière-plan.
Rue du Renard et rue Beaubourg avec le Centre Pompidou.
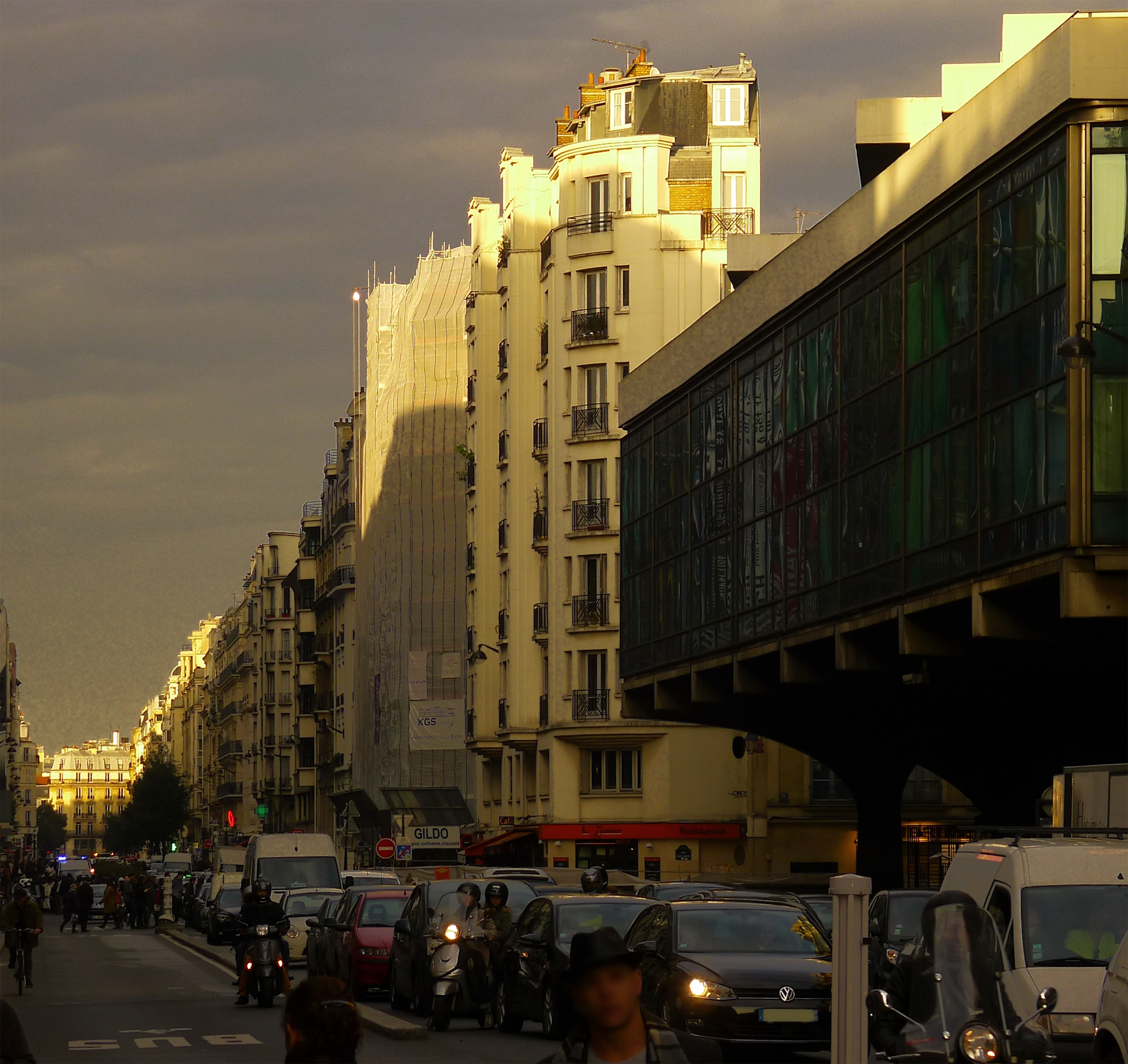
Rue Beaubourg à la tombée du jour.

## Bâtiments remarquables et lieux de mémoire
- No 26 : immeuble où habitèrent Georges Baudy[9] (1880-1960), ingénieur des Arts et Métiers et fabricant bijoutier-joaillier-orfèvre, et son épouse, Marie-Renée Ucciani (1883-1963), artiste peintre, sculpteur et pianiste, avant de faire construire l'immeuble du 61-63, rue Beaubourg[10],[11].
- No 30 : galerie d'art de Daniel Templon depuis 1972[12].
- No 31 : quartier de l'Horloge.
- No 39 : emplacement de la poterne Nicolas-Huydelon ouverte vers 1270 dans l'enceinte de Philippe Auguste.
- No 48 : fausse impasse résultant d'une amorce d’alignement de la rue Michel-le-Comte, projet non réalisé prévu en 1856-1860. Cet alignement devait constituer le prolongement de la rue du Grenier-Saint-Lazare[13].
- Nos 61-63 : immeuble construit pour Georges Baudy[9] et son épouse, Marie-Renée Ucciani (artiste peintre, sculpteur et pianiste), où ils habitèrent jusqu'à leur divorce[10],[11].
- Nos 62-68 : emplacement de l'ancien couvent des Carmélites de la rue Chapon.
- Nos 63 : Centre LGBT Paris-Île-de-France.
- Nos 67 à 69 : emplacement du cimetière Saint-Nicolas des Champs (de 1220 à 1791).
- Nos 69-71 : immeuble-dortoir, construit par l’architecte Paul Auscher en 1910, pour le personnel de Félix Potin[14].
- No 79 (angle avec la rue Chapon) : ancienne inscription « 10, rue Transnonain ».

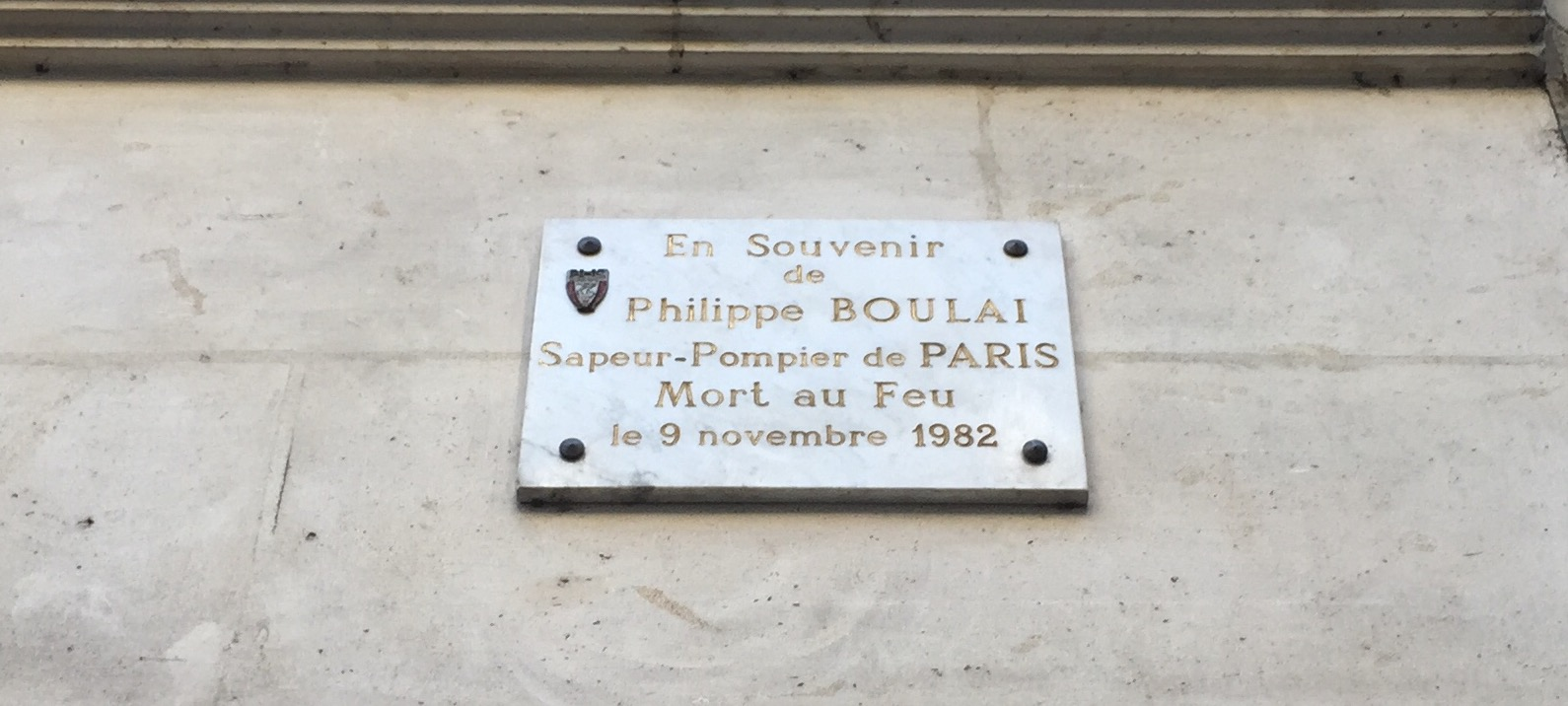
Plaque au no 42 en hommage au pompier Philippe Boulai, mort en tentant de porter secours à une femme réfugiée sur un toit à la suite d'un incendie, en 1982[15].

## Pour approfondir